# Chapelle du Chêneau
La chapelle du Chêneau, consacrée à Notre-Dame des Affligés,, est un oratoire situé à Longueville, village de la commune belge de Chaumont-Gistoux, en Brabant wallon.

## Localisation
La chapelle se dresse dans les champs à quelques centaines de mètres au nord-ouest du village de Longueville, au croisement de la rue Albert Libert et de la rue du Roblet, face au petit cimetière de Longueville, non loin du château de la Baquelaine.
Abritée sous une couronne de tilleuls, elle se situe au point culminant d'un plateau,.

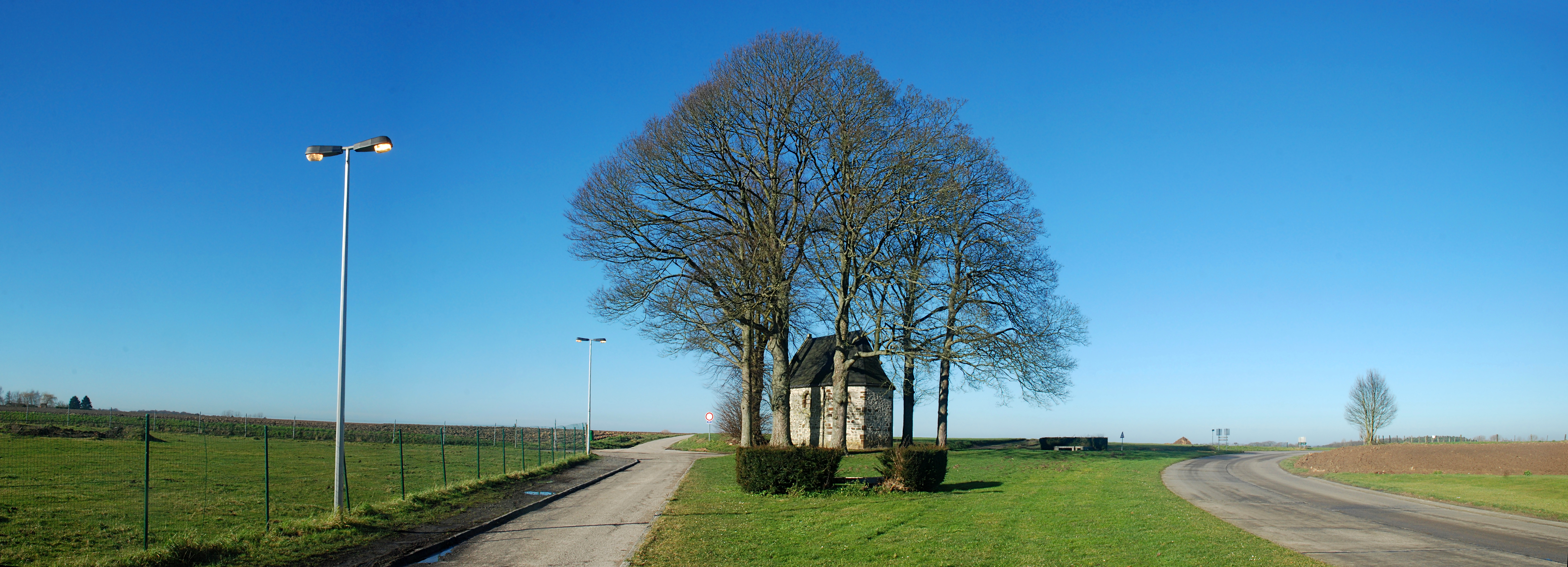
Vue panoramique sur la chapelle et le point culminant du plateau.

## Historique
La chapelle du Chêneau est un édifice aux origines lointaines et controversées.
L'édifice actuel est un témoin de l'architecture religieuse du début du XVIIe siècle.
Sa façade a été modifiée au XIXe siècle,.
Une restauration récente a remis la chapelle et ses abords en valeur et a été l'occasion de fouilles.
La chapelle et ses abords font l'objet d'un classement comme monument historique depuis le 14 janvier 1977.
|  |  |

## Architecture

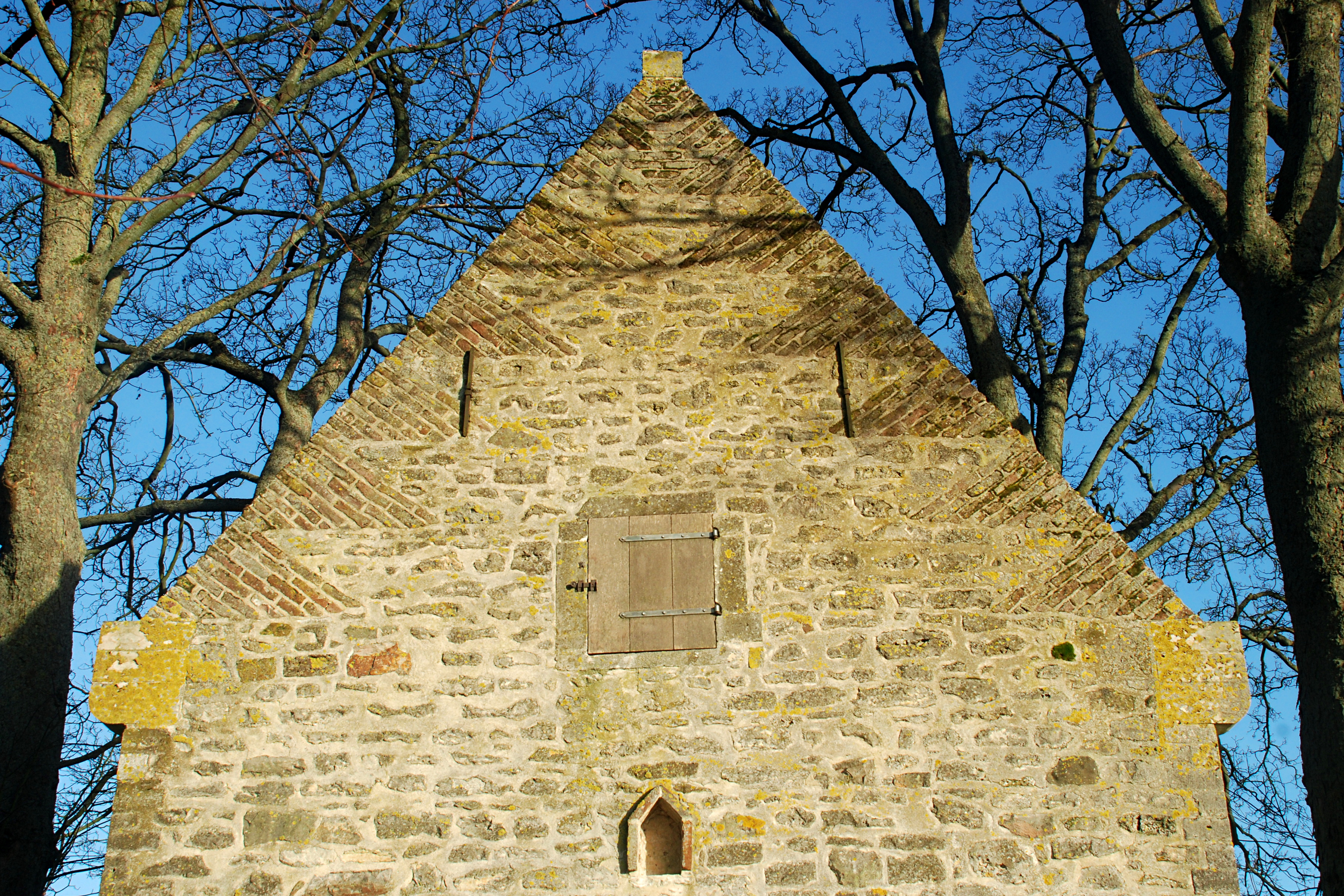
Le pignon à épis.

### Dimensions et maçonnerie
Cet édifice à nef unique présente des dimensions très modestes, faisant à peine six mètres de large et huit mètres de long.
Il a été construit en moellons de grès ferrugineux, de quartz et de pierre de Gobertange, avec, par endroits, une utilisation limitée de la brique.

### Façade occidentale
La façade occidentale, remaniée au XIXe siècle, est percée d'une petite porte rectangulaire et de deux petites baies carrées. Chacune de ces trois ouvertures est surmontée d'un arc de décharge en briques qui contraste avec la maçonnerie de moellons. Elle est cantonnée de chaînages d'angle réalisés au moyen de gros blocs de grès ferrugineux.
Au-dessus de la porte, la façade est percée d'une petite niche à arc en mitre, réalisée avec des éléments en terre cuite, à la verticale de laquelle on trouve une baie carrée fermée par un volet de bois.
La façade se termine par un pignon à épis (pignon bordé de chaque côté de motifs en forme de dents constitués de briques disposées en oblique).
|  |  |  |  |

### Façades latérales et chevet
Les façades latérales sont cantonnées de part et d'autre de chaînages d'angle en grès ferrugineux et agrémentées par endroits d'ancres de façade dont certaines en forme de moustache. 
Elles sont percées chacune d'une baie en plein cintre dont l'encadrement et l'arc sont réalisés en blocs de grès ferrugineux au chanfrein mouluré.
À l'est, l'édifice se termine par un chevet chevet polygonal à trois pans. Chacun des deux pans latéraux est percé d'une baie cintrée aux piédroits harpés. L'encadrement et l'arc sont réalisés ici en pierre calcaire et non en grès ferrugineux comme au niveau des murs gouttereaux.
|  |  |  |